# Félix de Salm-Salm
Félix Constantin Alexandre Jean Népomucène, prince de Salm-Salm (Anholt, 25 décembre 1828 - Saint-Privat-la-Montagne, 18 août 1870) est un prince allemand, membre de la maison de Salm, qui s'illustra en tant qu'officier prussien puis autrichien sur les champs de bataille européens et américains de la seconde moitié du XIXe siècle.
Salm-Salm servi dans l'armée du Schleswig-Holstein (armée prussienne), l'armée autrichienne, l'armée de l’Union pendant la guerre civile américaine, l'armée de l'empereur Maximilien au Mexique et par la suite dans l'armée prussienne. Il fut tué au combat lors de la guerre franco-prussienne pendant la bataille de Saint-Privat.

## Une principauté dans la révolution
Le prince Félix est issu de la Maison de Salm, princes possessionés dans l'actuel département des Vosges. La principauté fut annexée à la France en 1793. Le prince Frédéric III de Salm-Kyrbourg fut condamné à mort par le tribunal révolutionnaire en 1794. Sa sœur Amélie Zéphyrine de Salm-Kyrbourg, épouse du prince souverain Antoine Aloys de Hohenzollern-Sigmaringen, était une proche amie de la vicomtesse de Beauharnais dont le mari (qui était également l'amant de ladite princesse) était monté à l'échafaud avec le prince de Salm. Cette jeune veuve était la maîtresse du ci-devant vicomte de Barras, homme fort du régime qui, désirant s'en séparer, la maria à un général sans fortune Napoléon Bonaparte. Ces relations permirent aux princes de Salm de retrouver en 1803 un état souverain à partir des dépouilles de l'évêché de Münster en Westphalie. Le pouvoir fut partagé entre les branches de Salm-Kyrbourg et leurs cousins vosgiens de la branche de Salm-Salm. Le prince Florentin de Salm-Salm (1786-1846) épousa Flaminia Di Rossi (1795-1840), une nièce du prince Bacciochi, le mari d'Élisa Bonaparte. En 1815, le Congrès de Vienne médiatisa les États de ces princes trop compromis avec l'envahisseur.

## Un prince aventurier
Le prince Félix est leur troisième fils. Son prénom est un hommage à son oncle, Félix Bacciochi, beau-frère de Napoléon Ier. Sujet du roi de Prusse, il fut élevé pour devenir officier. En 1846, il intégra le 11e régiment de hussards (de) et s'illustra durant la première guerre du Schleswig où il fut sérieusement blessé. En 1859, il rejoignit l'armée autrichienne et combattit contre les Sardes. Cependant sa vie dissolue, émaillée de scandales et de duels, choquait sa famille. Il tenta alors sa chance en Amérique où venait d'éclater la guerre de Sécession. Il offrit ses services à l'armée nordiste.
Au cours d'une soirée donnée par le président Abraham Lincoln en 1861, il rencontre Agnès Leclerq Joy, une funambuliste qui s'était rendue célèbre par ses prouesses vertigineuses. Les deux aventuriers s'éprirent l'un de l'autre et s'épousèrent l'année suivante. La princesse de Salm-Salm, particulièrement attachée à son mari, le suivait sur les champs de bataille et ne pouvant s'enrôler, devint infirmière militaire. En juin 1864, le prince Félix fut promu colonel. Il se distingua à la bataille de Nashville en décembre 1864.
Les États confédérés ayant été vaincus et la paix signée, le prince offrit ses services à Maximilien Ier dont la présence était contestée par les rebelles de Benito Juárez. Promu aide-de-camp du souverain, il fut fait prisonnier avec lui et avec lui condamné à mort. Cependant, l'action de la princesse Agnès porta en partie ses fruits. N'ayant pu sauver l'empereur, elle obtint néanmoins la grâce de son mari qui fut libéré en décembre 1867.

## Retour en Europe et fin des aventures
Le couple retourna en Europe. En 1868, il publia à Stuttgart des extraits de leurs journaux intimes relatant leur expérience mexicaine. En 1870, le prince combattit une dernière fois sous l'uniforme prussien. Il tomba lors de bataille de Saint-Privat le 18 août 1870 ; son nom figure sur une plaque commémorative d'un des cimetières militaires du village. La princesse Agnès ramena la dépouille de son mari à Anholt. Elle épousa en secondes noces en 1876 lord Charles Heneage, un diplomate anglais en poste à la cour de Bade mais divorça en 1899. Elle s'éteignit à Karlsruhe en 1912 à l'âge de 75 ans.